# Jacqueshuberia loretensis
Jacqueshuberia loretensis é uma espécie vegetal da família Fabaceae.
Apenas pode ser encontrada no Peru.